# 神秘の降誕
『神秘の降誕』（しんぴのこうたん、伊:Natività mistica）は、イタリアのルネサンス期の巨匠、サンドロ・ボッティチェッリによる1500-1501年ごろの絵画で、ロンドンのナショナル・ギャラリーに所蔵されている。ボッティチェリは、カンヴァス上に油彩で本作を描いた 。画家の唯一の署名された作品であり、「キリストの降誕」としては稀な図像を有している。
画面上部のギリシャ語の碑文は次のように解釈される。「私サンドロがこの絵を制作したのは、イタリアが一時代半続いた混乱のさなかにあった1500年の終わりであった。この混乱期は福音記者ヨハネの第11 章にある黙示録第二の災い、3年半にわたり悪魔が野放しになる期間であったが、その後この悪魔は第12章で記されるように鎖に繋がれるであろう。そして、この絵画のように (悪魔が葬られる) のを見るであろう」。ボッティチェッリは、おそらく当時のヨーロッパの激動のせいで、艱難時代に生きていたと信じており、黙示録に述べられているようにキリストの千年紀を予測していた。
本作は、ボッティチェッリの晩年の絵画の多くに影響が現れているジロラモ・サヴォナローラと関連している可能性があることが示唆されている 。とはいえ、絵画の内容は作品を依頼した人物に指図されたのかもしれない。聖母マリアと幼子イエスを他の人物、および周囲の事物よりも大きく表すという中世の慣習を使用している。ボッティチェッリによる以前の作品は正しい図像的遠近法を使用しているので、これは確実に効果を上げるために意図的に行われたものである。

## 概要
聖母マリアは、イエスを訪れてきている羊飼いたちと東方三博士の前で、中央のイエスの前にひざまずいているのが示されている。作品の最後では、3人の天使が3人の男性を抱き、背後にいる7人の悪魔が冥界に逃げている。

## 歴史的背景
『神秘の降誕』は、絵画上部で天使が踊る、地上と天国の喜びと祝福の場面を描いている。絵画上部にはサンドロ・ボッティチェッリの名前もあるが、黙示録的で厄介な言葉もある。そして、暗い予感がある。無力な幼子イエスは、将来、死後に包まれる布地を想起させる薄布に横たわっている。一方、情景にある洞窟はイエスの墓を思い起こさせる。左側の王たちは贈り物を持っていないが、自身の献身を持っている。絵画上部では、「信仰」、「希望」、「慈善」の3色　(白、緑、赤）に身を包んだ12人の天使がオリーブの枝を持ち、輪になって踊り、その上には天国が大きな黄金のドームとなって開いている。下部では3人の天使が3人の男性を抱きしめており、男性たちを地面から持ち上げているようかのようである。天使たちは、ラテン語で「善意の人々に地球上の平和を」と宣言する巻物を持っている。彼らの背後では、7人の悪魔が冥界に逃げている。何人かは自身の武器に突き刺されている。ルネサンス時代の最後の審判の絵画は、キリストの再臨時における、堕落した人々と救われた人々の結末を鑑賞者に示した。美術史家のジョナサン・ネルソンによれば、「この種の絵画を反映することで、『神秘の降誕』は、キリストの誕生だけでなく、キリストの降誕についても考えるよう、我々に求めている」。
本作は、狂信的な説教者ジロラモ・サヴォナローラがフィレンツェの町を掌握したときに生み出された。サヴォナローラは1490年にフィレンツェに到着したが、世間を感動させていた芸術的な栄光と莫大な富に反発し、フィレンツェは腐敗した悪徳の場所であると説教した。フィレンツェには大惨事が近づいており、サヴォナローラの言葉は恐ろしい現実を予測していた。すなわち、1494年から1498年のイタリア戦争である。 1494年に巨大なフランス軍がイタリアに侵攻し、 1万人の軍隊がフィレンツェに侵入したため、フィレンツェ人はフランス王が都市を略奪することを恐れた。サヴォナローラは政治的空白に足を踏み入れ、フランスのと会い、フィレンツェから平和的に去るように王を説得した。そのことへの感謝と安堵の中で、フィレンツェ人はますます修道士サヴォナローラを預言者と見なし、その説教は大勢の人々をフィレンツェ大聖堂へと引き付けることになった。サヴォナローラは、市民が悔い改めて罪深い贅沢 (市民の多くの芸術品が含まれていた) を放棄すれば、フィレンツェが新しいエルサレムになる可能性があると主張した。福音派の若者の集団が人々に贅沢品、卑猥な絵画、書物、虚栄の品々、櫛、鏡を手放すことを奨励するために街に出て、サヴォナローラの信念は現実化した。ボッティチェッリはおそらく、自身の絵画が虚栄の焼却で焼かれたのを見たのかもしれない。それでも、多くの市民たちのように、ボッティチェッリもサヴォナローラの支配下にあったので、反対しなかったのかもしれない。サヴォナローラの説教は、『神秘の降誕』に直接関係しているようである。

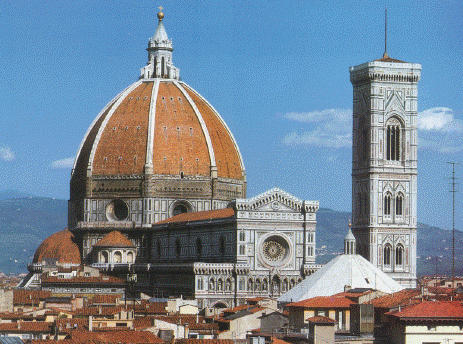
サヴォナローラの説教は、フィレンツェ大聖堂に大勢の人々を引きつけた。多くの市民のように、ボッティチェッリはサヴォナローラの支配下にあった。

ある説教で、サヴォナローラは、自らに起きた視覚体験を述べ、見事な天の冠を見たと述べた。冠の基部には、12のリボンが巻かれた12のハートがあり、それらのリボンにはラテン語で、聖母マリア独自の神秘的な特質、または特権が書かれていた。「父親 (キリスト) の母」、「息子 (キリスト＝神) の娘」、「神の花嫁」などである。踊る天使たちが持っているリボンの書き込みのほとんどは今、肉眼では見えなくなっているが、赤外線リフレクトグラフィーでは、天使たちのリボンに本来、書かれていた言葉がサヴォナローラの述べた聖母の12の特質、特権に正確に対応していることが示されている。聖母被昇天の日の説教で、サヴォナローラは黙示録の第11章と第12章、つまり絵画の碑文に記載されている章を探求し、聖母マリアの栄光を地上にいるキリストの力の差し迫った到来と結びつけた。

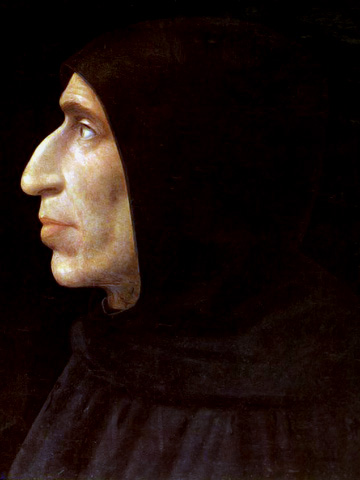
ある説教の中で、サヴォナローラは、自身に起きた視覚体験で見事な天の冠を見たと述べた。冠の基部には、12のリボンが巻かれた12のハートがあり、それらのリボンにはラテン語で、聖母マリア独自の神秘的な特質、または特権が書かれていた。

何年もの間、サヴォナローラはフィレンツェを手中にしたが、その強硬で、カリスマ的な支配により、強力な政治的敵対者を生んだ。サヴォナローラは火の中を歩くことによって、自身の神聖さを証明するよう挑まれた、そして、そのことを拒否したとき、世間の潮流はサヴォナローラに背を向けた。彼は逮捕され、拷問を受けて偽預言者であると自白することになった。 1498年5月23日、サヴォナローラはの2人の主要な補佐官とともに絞首刑にされた。3人の遺体は焼かれ、その灰はアルノ川に流された。絵画下部にいる3人の人物が処刑された3人の聖者（立ち上がって、優雅さを回復している）を表現していると見る人もいる。しかし、サヴォナローラの信奉者たちには、平和ではなく迫害が待ち受けており、ボッティチェッリは粛清の雰囲気の中、『神秘の降誕』を制作したのである。
絵画はカンヴァス上に描かれている (通常なら、ボッティチェッリは板を使用していたであろう)。おそらく危険なメッセージのある絵画であったため、カンヴァスは巻き上げて隠すことができるという利点があった。ボッティチェッリは紙に詳細なデザインをスケッチし、それを用意していたカンヴァスに移した。画家は多くの芸術作品を参照した。踊る天使たちは、自身の『プリマヴェーラ』の3美神を反映し、走り回る悪魔はドイツの木版画に触発された。 X線写真によると、本来のデザインはほとんど変更されていない。天使の羽だけが調整され、厩舎の屋根の上に木々が追加されている。ボッティチェッリは、テンペラ絵具を使用して画像を制作する用意ができており、カンヴァスは実験的な媒体であった。天国のドームを作るために、ボッティチェッリは少年のときに学んだ金細工工芸を思い起こした。 金の象徴性は、天国の不変で、汚れのない性質と関係がある。ルーパート・フェザーストーンは、英国のBBCのテレビ番組で以下のように述べている。「金は腐敗せず、銀のように暗く変色しない。ボッティチェッリは、天然樹脂と混合された油で作られた接着剤層を使用した。金は磨かれず、カンヴァスの不均一の表面に従い、表面に軽く置かれた。煌めき、精緻な金は、宝石のような絵画の品質を作り出すのに役立ったであろう。そして、キリストの降誕の場面から天国へと目を上方に引き寄せたであろう。信仰、希望、慈善、[天使たちが身を包んだ]白、緑、赤。しかし、銅ベースの緑色の顔料は時間とともに変色し、青銅色になった。本来は、鮮やかさに満ちていたであろう」。

## 絵画の運命

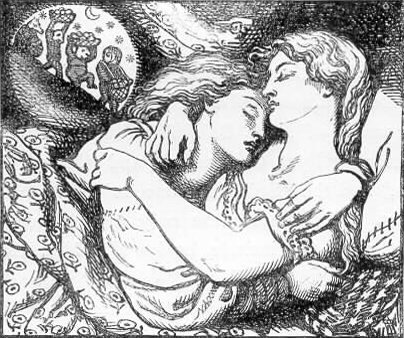
抱擁に閉じ込められた人物に興味を持ったダンテ・ゲイブリエル・ロセッティ（1862）による。『神秘の降誕』の下部の抱擁している人物と比較できる。

ボッティチェッリは1510年に亡くなった。『神秘の降誕』は3世紀の間、隠されたままであった。 18世紀末のローマは、フランスの侵略者の存在は同じであったが、ルネサンス時代のフィレンツェとは大きく異なっていた。多くの外国人はローマを去ったが、若いイギリス人のウィリアム・ヤング・オットリーは去らなかった。彼は芸術愛好家であり、カリブ海に奴隷農園を持ち、富裕であった。そして、たくさんの絵画を安く買った。ヴィラ・アルドブランディーニで、オットリ―は未知の小品、ボッティチェッリの『神秘の降誕』を目にした。当時、ボッティチェッリは知られていなかった。
作品はロンドンに到着し、オットリーの家は事実上、イタリア絵画の傑作のある私立美術館となった。オットリーの死後、スタンステッドのウィリアム・フラー・メイトランドは、オークションで作品を80ポンドで入手した。メイトランドが1857年にマンチェスターの「アート・トレジャーズ 展覧会 (Art Treasures Exhibition)」に作品を貸与したとき、ようやく公開されることになった。展覧会の新聞「ArtTreasures Examiner 」は、本作の新たなエングレーヴィングを作成した。

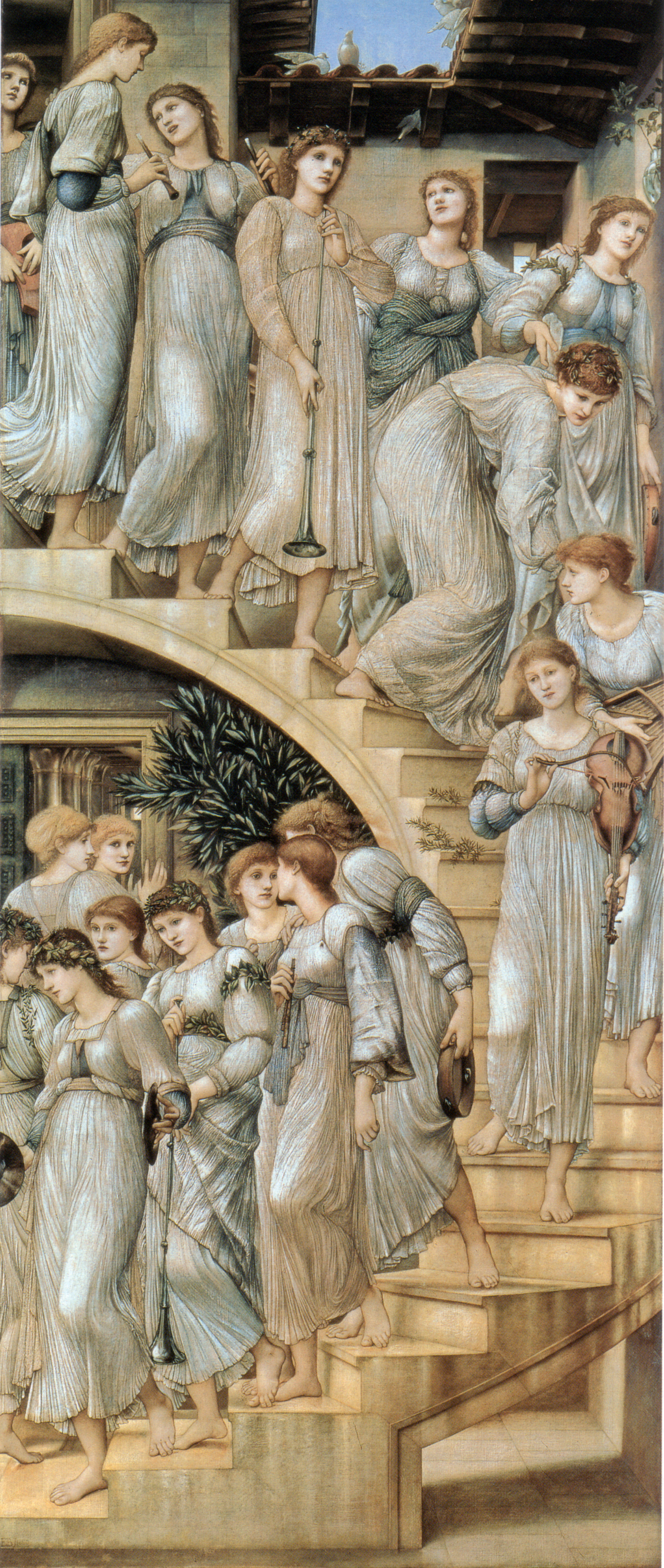
「階段を降りている、それらすべての小さなつま先。『神秘の降誕』の天使たちの、回転しているつま先のパターンに魅了されているのを見ることができる。・・・『神秘の降誕』は、ラファエル前派一派のメンバーを特別に魅了した」。エドワード・バーン＝ジョーンズの1880年の『黄金の階段』

ボッティチェッリの芸術作品がマンチェスターで展示された瞬間から、ボッティチェッリの作品に対する意見に真の変化が起こり、確実に1870年代後半までに、ボッティチェッリは真のカルト的人物となった。芸術界の最先端を目指す芸術家たちが参照している存在となった。・・・ダンテ・ゲイブリエル・ロセッティとエドワード・バーン＝ジョーンズはどちらも、その要素を自分たちの作品に応用した。エドワード・バーン＝ジョーンズは、ダンテの『神曲』のためのボッティチェッリのイラストのいくつかを自分自身のスケッチブックに写した。ロセッティは、1867年に『スメラルダ・バンディネッリの肖像』を購入することで、ボッティチェッリの作品への愛を示した。
ジョン・ラスキンは本作に題名を付ける手助けをしたが、ロンドンで作品を見た後、ラスキンはボッティチェッリの「神秘的な象徴」に言及した。メイトランドが1876年に亡くなったとき、ロンドンのナショナル・ギャラリーが介入した。ニコラス・ペニーによれば、ナショナル・ギャラリーは「初期ルネサンスの作品を購入することに懸念を有していた。以前は、まったく議論の余地のない傑作を購入することが最優先事項であった。19世紀に、このような絵画を購入することには前衛的な、刺激的な要素があった」。ナショナル・ギャラリーが1878年に絵画を購入したとき、ちょうど30年前の同作の購入額のほぼ20倍である1,500ポンドを用意しなければならなかった。